# 1338
1338 (MCCCXXXVIII) fue un año común comenzado en jueves del calendario juliano.

## Acontecimientos
- 23 de septiembre: Guerra de los Cien años – Batalla de Arnemuiden, primera batalla naval en la que se usó artillería.[1]
- Guerra de los Cien años – Luis IV del Sacro Imperio Romano Germánico, se alía con Eduardo III de Inglaterra.[2]
- Andrea Pisano termina las Primeras puertas del Baptisterio de Florencia.
- Se termina de escribir El conde Lucanor, del autor castellano Don Juan Manuel.
- en Japón, Ashikaga Takauji recibe el título de shogun de parte del Emperador.[3]

## Nacimientos
- 21 de enero: Carlos V de Francia, futuro rey.
- 23 de marzo: Go-Kogon, Opositor del emperador de Japón.
- Muhammed V de Granada, octavo soberano nazarí de Granada entre 1354 y 1359, y en un segundo reinado, entre 1362 y 1391.

## Fallecimientos
- Teodoro I de Montferrato.
- Pedro de Aguilar, señor de Aguilar de Campoo e hijo ilegítimo de Alfonso XI de Castilla y de Leonor de Guzmán.